# Otto Strack
Otto Strack (* 1857 in Röbel; † 11. Oktober 1935) war ein deutscher Architekt.

## Leben
Otto Strack wurde 1857 im ostholsteinischen Röbel, einem Ortsteil von Süsel geboren. Seine Eltern waren August und Emma Strack (geb. Unger). Später zog seine Familie nach Wismar, wo er auf die Schule ging. Nach seinem Schulabschluss machte Strack eine Ausbildung zum Tischler. Zusätzlich lernte er das Schmiedehandwerk und Steinbearbeitung, bevor er auf eine Bauschule in Hamburg ging. Nach diesem Abschluss besuchte er weitere Schulen in Berlin und Wien und schloss seine Studien im Jahr 1879 ab.
Zwei Jahre später emigrierte er in die USA und ließ sich in Chicago nieder, wo er erste Aufträge als Bauingenieur und Architekt annahm.
1886 eröffnete er ein Architekturbüro. Ein Großteil seiner ersten Aufträge kam aus Milwaukee, einem damals vornehmlich durch deutsche Einwanderer geprägten Gebiet. Im Jahr 1888 zog er dorthin und wurde Chefarchitekt der Pabst Brewing Company, für die er landesweit seine bekanntesten Objekte konzipierte, darunter die Pabst-Brauerei, das Pabst Union Hotel in Chicago sowie andere Fertigungsanlagen und Gaststätten und 1895 – im persönlichen Auftrag des Brauereibesitzers Frederick Pabst – das Pabst Theater in Milwaukee, das noch heute als Veranstaltungsort in Betrieb ist.
1892 eröffnete er ein Architekturbüro in Milwaukee, nahm aber weiterhin Aufträge für Pabst an. Um die Jahrhundertwende zog Strack nach New York, wo er Bürogebäude, Fabriken und Läden entwarf. Zu dieser Zeit arbeitete er für die George A. Fuller Construction Company.

## Familie
Strack heiratete am 10. Oktober 1891 Carrie Yahr, mit der er zwei Kinder hatte: Emma und Elsbeth.

## Gebäude
Einige von Stracks bekanntesten Objekten waren:
- Blatz Hotel in Milwaukee
- E. W. Browning Company Building in Manhattan
- Empire State Dairy (1914–1915) in East New York[3]
- Joseph Kalvelage House (1896) in Milwaukee
- Florida and Third Industrial Historic District in Milwaukee
- Metropolitan Hall/Pabst Tavern (1890–1891) in Milwaukee (Bild)[5]
- Milwaukee’s Gugler Lithographic Company
- Pabst Brauerei in Milwaukee[6][2]
- Pabst Theater (1895) in Milwaukee, National Historic Landmark